# Групиньская, Анка
Анка Групиньска (пол. Anka Grupińska, род. 1 января 1956) — польская писательница, журналистка и деятель культуры.
Один из основателей журнала «Время культуры» (пол. “Czas Kultury”). Выпускник Познанского университета по английскому языку и литературе.
С начала 1990-х гг. журналист-фрилансер различных польских изданий. С 1996 г. постоянный автор в «Tygodnikiem Powszechnym». В 1991—1993 служила атташе по культуре в посольстве Польши в Израиле. Основная тема — история Холокоста, Восстание в Варшавском гетто, взаимоотношениям поляков и евреев, современная израильская культура.
Выпустила пять книг, переведенных на различные европейские языки и иврит. Беседы Групинской с заместителем командира восстания в Варшавском гетто Мареком Эдельманом вызвали в своё время огромный общественный интерес.

## Книги
- Евгения Шайн-Левин в Варшавском гетто. Eugenia Szajn-Lewin, W Getcie Warszawskim, opracowanie i przygotowanie do druku, wyd. A5, Poznań, 1990 Перевод на немецкий Aufzeichnungen aus dem Warschauer Ghetto, Reclam Leipzig, 1994]
- По кругу. Беседы с еврейскими бойцами. Po Kole. Rozmowy z żydowskimi żołnierzami, Alfa, Warszawa, 1991 Перевод на немецкий Im Kreis, Gespraeche mit Judischen Kaempfern, 1992
- Здесь трудно встретить Лилит Najtrudniej jest spotkać Lilit, Twój Styl, Warszawa, 1999 Рассказы о хасидских и ортодоксальных женщинах в Израиле
- Вокруг да около: беседы с еврейскими бойцами. Ciągle po kole. Rozmowy z żołnierzami żydowskimi, Twój Styl, Warszawa 2000 Перевод на иврит : Shor, Shor, Tel Aviv, 2002
- Бася Темкин-Шапиро. Дневник из подземелья. Basia Temkin-Bermanowa, Dziennik z podziemia, opracowanie i przygotowanie do druku wspólnie z Pawłem Szapiro, ŻiH, Twój Styl, Warszawa 2000
- Варшавское гетто (в соавторстве с Яном Ягельским и Павлом Шапиро. Getto Warszawskie, współautorstwo z Janem Jagielskim i Pawłem Szapiro, Parma Press, Warszawa 2002
- Варшава 1943, Варшава 1944, Варшава 2002 Warszawa 1943, Warszawa 1944, Twój Styl, Warszawa 2002: Warszawy na Zamku Królewskim w Warszawie w 2001
- Последние письма. Рассказы о еврейских повстанцах. Odczytanie Listy. Opowieści o powstańcach żydowskich, Wydawnictwo Literackie, Kraków 2002
- Фотоальбом «Варшавские евреи» 2002 Album «Żydzi Warszawscy»